# Madra Çayı
Pour les articles homonymes, voir Madra.
La rivière de Madra (Madra Çayı) est une rivière turque coupée par le barrage de Madra dans la province de Balıkesir. Elle se jette dans la mer Égée à une dizaine de kilomètres en aval du barrage près d'Altinova dans le district d'Ayvalık. En amont du barrage son cours à une longueur d'environ 50 km dans la province d'İzmir. La rivière prend sa source sur le flanc des monts de Madra (Madra Dağları) qui culminent à 1 344 m.